# Altar Games
Altar Games (wcześniej Altar Interactive) – firma zajmująca się tworzeniem gier komputerowych. Powstała w 1997 roku w Brnie w Czechach. Spółka jest członkiem Idea Games.

## Gry
- UFO: Afterlight – Bitwa o Marsa (2007)
- UFO: Decydujące starcie (2005)
- UFO: Kolejne starcie (2003)
- Original War (2001)
- Fish Fillets NG (1997)